# Ángel Sánchez Baró
Ángel Sánchez Baró (Palma de Mallorca, 28 de julio de 1997) es un futbolista español que juega como extremo en el Orihuela C. F. de la Segunda Federación.

## Clubes
Actualizado al último partido disputado el 27 de mayo de 2023.
| Club                    | País   | Año       | Partidos | Goles |
| ----------------------- | ------ | --------- | -------- | ----- |
| R. C. D. Mallorca "B"   | España | 2014-2018 | 78       | 15    |
| R. C. D. Mallorca       | España | 2017      | 1        | 0     |
| R. C. D. Espanyol "B"   | España | 2018-2019 | 1        | 0     |
| C. F. Badalona (cedido) | España | 2019      | 9        | 0     |
| Salamanca C. F. UDS     | España | 2019-2020 | 14       | 2     |
| Barakaldo C. F.         | España | 2020      | 6        | 0     |
| C. D. Tudelano          | España | 2020-2021 | 24       | 9     |
| C. D. Alcoyano          | España | 2021-2022 | 15       | 2     |
| C. D. Eldense           | España | 2022-2023 | 18       | 8     |
| S. D. Logroñés (cedido) | España | 2023      | 8        | 1     |
| San Fernando C. D.      | España | 2023-2024 | 30       | 3     |
| Ourense C. F.           | España | 2024-2025 | 33       | 5     |
| Orihuela C. F.          | España | 2025-act. |          |       |